# Spyker Squadron
Spyker Squadron est une écurie de sport automobile néerlandaise.

## Histoire
En 2002, l'écurie participe aux 12 Heures de Sebring, puis aux 24 Heures du Mans ; la participation se solde par un abandon.
En 2009, Spyker Squadron annonce qu'elle participera aux Le Mans Series ainsi qu'aux 24 Heures du Mans,. La Spyker C8 Laviolette GT2-R termine cinquième de la catégorie GT2 au Mans.
En 2010, la Spyker C8 Laviolette GT2-R de l'écurie, termine les 24 Heures du Mans au vingt-septième rang du classement général (neuvième en catégorie GT2), soit la dernière place.